# حيمرون جؤجؤي
حيمرون جؤجؤي (الاسم العلمي:Erythrochiton carinatus) هو نوع غير مؤكد من النباتات يتبع جنس الحيمرون من الفصيلة السذابية.